# 德克斯特·佛勒
威廉·德克斯特·佛勒（英語：William Dexter Fowler, 1986年3月22日—），為前美國職棒大聯盟的外野手。他先前曾待過洛磯、太空人、小熊、紅雀、天使與藍鳥等隊。他曾在2008年北京奧運代表美國隊拿下棒球比賽銅牌。

## 職業生涯

### 科羅拉多洛磯
2004年大聯盟選秀，洛磯隊在第14輪選擇了佛勒。
2008年，佛勒在2A的打擊率為3成37。9轟61分打點，還有20次盜壘成功。他後來入選美國奧運棒球代表隊。
2008年9月2日，佛勒在第10局以代跑身分上場，但是最後卻被牽制出局。隔天，佛勒第一次站上打擊區，但是未能敲出安打。9月10日，佛勒擊出生涯首安，是一支內野安打。
2009年4月8日，佛勒擊出生涯首轟。而且他還是以首局首球首打席擊出，成為洛磯隊史第一位達成此成就的球員。4月27日，佛勒單場5次盜壘成功，締造活球年代後的菜鳥紀錄。
2010年，佛勒單季擊出14支三壘安打，為當時大聯盟之冠。
2011年，佛勒擊出15支三壘安打，為大聯盟第三。
2012年，佛勒單季敲出13轟，53分打點，打擊率3成。他只花了454個打數就完成此紀錄。
不過由於洛磯主場庫爾斯球場位在海拔比較高的地方，佛勒的打擊數據也膨脹不少。他在主場的整體攻擊指數(OPS)有.880，但是在客場只有.694。

### 休士頓太空人
2013年12月3日，洛磯將佛勒和一名日後指定球員交易至太空人隊，換來Brandon Barnes和Jordan Lyles。2014年球季，佛勒出賽114場，打擊率2成76。

### 芝加哥小熊
2015年1月19日，太空人將佛勒交易至小熊隊，換來路易斯·佛布耶納和丹·史崔利。2015年球季，他的打擊率為2成50，17轟46分打點，20次盜壘成功。2015年國聯外卡戰，佛勒單場擊出3支安打，包含一支全壘打，小熊以4比0擊敗海盜隊。
2015年小熊隊戰績97勝65敗，睽違7年再闖季後賽。2015年季後賽，佛勒的打擊率為3成96，2轟3分打點。2015年國家聯盟冠軍賽第4戰，佛勒成為小熊隊最後一個出局數。
2016年2月25日，佛勒與小熊簽下了一年的合約。5月5日，佛勒在一次與主審爭吵後被驅逐出場，為生涯首次。2016年明星賽，佛勒與其他五名小熊的隊友一同入選。該年他打擊率為2成76，13轟48分打點。
2016年10月25日，佛勒與其隊友傑森·海沃德、小卡爾·愛德華茲成為小熊隊史上第一批在世界大賽出場的非裔美國人。佛勒更是這三位第一位在世界大賽中出場打擊的球員。
世界大賽第七戰，佛勒首打席擊出全壘打，成為大聯盟史上首位在第七戰首打席擊出全壘打的球員。最終小熊延長10局，8比7打敗印地安人，拿下睽違108年的世界大賽冠軍。11月5日，佛勒不與小熊隊續約，投身自由市場。

### 聖路易紅雀
2016年12月9日，佛勒與紅雀隊以8250萬美金簽下5年約。2017年球季，他出賽118場，打擊率為2成64，18轟64分打點。
2018年5月6日，佛勒面對前東家小熊隊，延長14局擊出再見2分砲，達成生涯首次再見轟。8月21日，佛勒進入60天傷兵名單，球季提前報銷。整季他只出賽90場，打擊率僅1成80，8轟31分打點。
2019年，佛勒傷癒回歸。整年他的打擊率為2成38，並敲出19轟與67分打點。隔年他的打擊率為2成33，並在90個打數中吞下28次三振。

### 洛杉磯天使
2021年2月4日，紅雀將佛勒交易到天使，換來一名日後指定球員。4月9日，佛勒在比賽中滑壘受傷。後來經檢查發現十字韌帶拉傷，整季提前報銷。

### 多倫多藍鳥
2022年3月31日，佛勒與藍鳥簽下小聯盟約。他只在3A出場3場比賽，隨後就向球隊自請離隊。2023年1月31日，佛勒宣布退休，結束14年的大聯盟生涯。

## 外部連結
- 球員資訊和成績在MLB ，ESPN ，Retrosheet ，Baseball Reference ，Baseball Reference (Minors) ，Fangraphs ，The Baseball Cube （英文）
- 德克斯特·佛勒在台灣棒球維基館上的頁面（繁體中文）